# 감비아도깨비쥐
감비아도깨비쥐 또는 아프리카큰도깨비쥐(Cricetomys gambianus)는 붉은숲쥐과에 속하는 설치류의 일종이다. 야행성 동물이며, 세계에서 가장 큰 쥐상과 동물로 몸길이의 약 절반을 이루는 꼬리 길이를 포함한 몸길이가 최대 약 0.9m까지 자란다. 사하라 이남 아프리카에 널리 분포하며, 지리적으로는 세네갈부터 케냐 그리고 앙골라부터 모잠비크(그러나 에민도깨비쥐가 서식하는 콩고민주공화국에서는 상당수 지역에서 발견되지 않는다.) 그리고 해수면부터 해발 2000m 이하 지역에서 발견된다.